# ダニー・ミルズ
ダニー・ミルズ（Daniel John "Danny" Mills, 1977年5月18日 - ）は、イングランド出身のサッカー選手。ポジションは右サイドバック。センターバックをこなすことも出来る。イングランド代表として2002年のFIFAワールドカップ日韓大会に出場。代表通算では19試合に出場している。

## 経歴
ノリッジ・シティでデビュー後、チャールトンを経て、1999年にリーズに移籍。リーズではチームの躍進もあり、2001年にはイングランド代表に初招集されている。2003年から1年間レンタル移籍したミドルズブラでは初タイトルとなるリーグカップを獲得している。
2004年、リーズの財政難の影響を受け、マンチェスター・シティFCに移籍。シティでは若手選手の台頭もあり、後年は出場機会を失っていた。アストン・ヴィラへの移籍が噂されていたが、2006年9月にFLチャンピオンシップのハル・シティへ2ヶ月間のレンタル移籍。2007年2部に所属する古巣チャールトンにレンタル移籍。2008年1月にダービー・カウンティにレンタル移籍している。

## エピソード
- マンチェスター・シティで1得点しかしていないが、それは35メートルの距離からの豪快なロングシュートだった。
- 2006-2007シーズンの終わりまでリーズから給与を受け取っていた。これはミルズが在籍した当時にリーズが財政危機に陥った際の未払い分である。

## 代表歴

### 出場大会
- イングランド代表
  - 2002 FIFAワールドカップ

### 試合数
- 国際Aマッチ 19試合 0得点（2001年-2004年）[1]

| イングランド代表 | 国際Aマッチ | 国際Aマッチ |
| 年               | 出場        | 得点        |
| ---------------- | ----------- | ----------- |
| 2001             | 3           | 0           |
| 2002             | 10          | 0           |
| 2003             | 5           | 0           |
| 2004             | 1           | 0           |
| 通算             | 19          | 0           |